# BrasilBase
BrasilBase é a maior base de dados sobre o enxadrismo brasileiro, criada por Adaucto Wanderley da Nóbrega e lançada em 27 de julho de 1999. Em fevereiro de 2024, a base de dados possuía um acervo de mais de 500 mil partidas, além de estatísticas, fotografias, biografias e resenhas literárias.